# Captain Paragon
Paragon, o Captain Paragon, è un supereroe immaginario, un personaggio pubblicato dalla AC Comics come personaggio di supporto in Femforce. Inizialmente, questo personaggio aveva un suo fumetto, poi si unì ai Sentinels of Justice.

## Personaggio
Charlie Starrett era un manovale in un ranch nel 1800, che assunse l'identità di Latigo Kid. Agli inizi del Novecento, un'organizzazione segreta lo migliorò fino a trasformarlo in Captain Paragon. Aiutò a fondare i Sentinels of Justice al fianco di Nightveil, Stardust, Commando D e Scarlet Scorpion in Captain Paragon and the Sentinels of Justice n. 1. Successivamente, le Sentinelle originali furono sciolti dai militari e rimpiazzati da altri eroi, che non si conciliavano bene con la loro precedente versione. Starrett obiettò, quando fu scelta Jennifer Burke per guidare le nuove Sentinelle della Giustizia sotto il nome in codice di Paragon. Questo portò le Sentinelle originali a ricoprire il ruolo di consulenti per la nuova squadra.
Captain Paragon è sposato con la leader delle Femforce Miss Victory, Joan Wayne. Di fatto, è un noto alleato della squadra.